# Corinna Scholz
Corinna Scholz (ur. 1 sierpnia 1989 w Bernbeuren) – niemiecka curlerka, mistrzyni świata i Europy. Zawodniczka Curling Club Füssen, była otwierającą w zespole Andrei Schöpp, miała również swoją drużynę juniorską, była skipem na pozycji trzeciej.
Reprezentowała Niemcy jako trzecia na Mistrzostwach Świata Juniorów Grupy B 2004, uplasowała się na 5. miejscu. W 2007 już jako kapitan wystąpiła w Europejskim Challenge’u Juniorów, gdzie jej zespół zajął 4. pozycję.
Na Mistrzostwach Europy 2009 została zgłoszona jako otwierająca w zespole Schöpp z Garmisch-Partenkirchen. Scholz zdobyła wówczas swój pierwszy medal. Niemki doszły do finału i pokonały tam Szwajcarki (Mirjam Ott) 7:5. W kolejnych dwóch turniejach seniorskich wystąpiła jako rezerwowa. Uczestniczyła w 4 meczach na Zimowych Igrzyskach Olimpijskich 2010, gdzie uplasowała się na 6. miejscu. W Mistrzostwach Świata 2010 zagrała w 6 meczach, m.in. w spotkaniu fazy play-off przeciwko Kanadyjkom (Jennifer Jones), które Europejki wygrały 6:3. W Swift Current Scholz także zdobyła złoto, w finale koleżanki z drużyny zwyciężyły nad szkockim zespołem Eve Muirhead 8:6.
W sezonie 2009/2010 Corinna Scholz występowała także w konkurencji juniorskiej. Jej drużyna zwyciężyła mistrzostwa kraju i reprezentowała Niemcy na Europejskim Challenge’u 2010. Niemki triumfowały po pokonaniu w finale Dunek 3:2 – przejęły ostatnią partię doprowadzając do dogrywki i ją także wygrały za jeden punkt. W Mistrzostwach Świata Juniorów 2010 zajęły przedostatnie, 9. miejsce.
Zespół Schöpp jako obrończynie tytułu mistrzyń świata na zawodach w Esbjergu wygrał jedynie 5 meczów i został sklasyfikowany na 8. miejscu. Pod koniec roku Niemkom nie udało się zakwalifikować do Mistrzostw Europy 2011, po porażce 5:6 z Rosjankami w meczu barażowym zespół uplasował się na 5. miejscu. W osłabionym składzie bez Andrei Schöpp drużyna z Garmisch-Partenkirchen zajęła 7. miejsce w MŚ 2012. Tę samą pozycję Niemki zajęły w grudniowych Mistrzostwach Europy. Gorzej niemieckie curlerki zaprezentowały się w Mistrzostwach Świata 2013, kiedy to sklasyfikowano je na 11. pozycji. W następnych mistrzostwach Starego Kontynentu Niemki wygrały jedynie dwa mecze i zajęły 8. miejsce, pozwoliło im to na pozostanie w grupie A. Zawodniczki musiały jednak rozegrać challenge o występ w MŚ 2014, w którym pokonały Finki (Sanna Puustinen). Podczas turnieju w Saint John Niemki zajęły 8. miejsce.

## Drużyna
|                   | Czwarta             | Trzecia             | Druga          | Otwierająca       | Rezerwowa                       |
| ----------------- | ------------------- | ------------------- | -------------- | ----------------- | ------------------------------- |
| 2014/2015         | Imogen Oona Lehmann | Corinna Scholz      | Stella Heiß    | Nicole Mukatewitz |                                 |
| 2012/2014         | Andrea Schöpp       | Imogen Oona Lehmann | Stella Heiß    | Corinna Scholz    | Nicole Mukatewitz Monika Wagner |
| 2011/2012 MŚ 2011 | Andrea Schöpp       | Imogen Oona Lehmann | Corinna Scholz | Stella Heiß       | Monika Wagner                   |
| ME 2010           | Andrea Schöpp       | Imogen Oona Lehmann | Monika Wagner  | Stella Heiß       | Corinna Scholz                  |
| ZIO, MŚ 2010      | Andrea Schöpp       | Melanie Robillard   | Monika Wagner  | Stella Heiß       | Corinna Scholz                  |
| ME 2009           | Andrea Schöpp       | Melanie Robillard   | Monika Wagner  | Corinna Scholz    | Stella Heiß                     |

| Drużyny juniorskie | Drużyny juniorskie | Drużyny juniorskie | Drużyny juniorskie | Drużyny juniorskie | Drużyny juniorskie |
|                    | Czwarta            | Trzecia            | Druga              | Otwierająca        | Rezerwowa          |
| ------------------ | ------------------ | ------------------ | ------------------ | ------------------ | ------------------ |
| 2009/2010          | Martina Linder     | Corinna Scholz     | Leah Andrews       | Angelina Terrey    | Sina Hiltensberger |
| ECJ 2007           | Corinna Scholz     | Martina Linder     | Leah Andrews       | Angelina Terrey    | –                  |
| MŚJB 2004          | Frederike Templin  | Corinna Scholz     | Martina Linder     | Leah Andrews       | Adriana Andrews    |